# 银河街道 (大庆市)
银河街道是中华人民共和国黑龙江省大庆市红岗区下辖的一个街道办事处。

## 行政区划
银河街道下辖以下村级行政区划单位：
银河社区、彩云社区、文华社区、温馨社区、五星社区。